# Explosionerna i Beirut 2020
Explosionerna i Beirut 2020 var två stora explosioner i hamnområdet i Beirut, Libanon den 4 augusti 2020. Explosionerna inträffade klockan 18:08 lokal tid och minst 220 människor dödades, mer än 5 000 människor skadades och den 10 augusti saknades ännu fler människor. Upp till 300 000 människor beräknas ha förlorat sina hem efter olyckan.
Explosionerna ska enligt generaldirektören för den libanesiska underrättelsetjänsten Säkerhetsdirektoratet (arabiska: الامن العام al-Amn al-'Aam) ha berott på 2 750 ton ammoniumnitrat som lagrats i en hangarbyggnad i området, efter att ha beslagtagits av libanesisk tullpersonal. Ammoniumnitrat används för att tillverka mineralgödsel men också bomber och explosiva anordningar. Ammoniumnitrat kan detonera om det utsätts för hög värme eller högt tryck. Explosionsrisken ökar ytterligare vid sönderdelning, och ämnet blir då mycket känsligt och instabilt. Det har även talats om att röken som spred sig över staden efter bränderna som uppstod kan vara mycket giftig. President Michel Aoun har sagt att ammoniumnitratet lagrats i lokalen i sex år utan att några säkerhetsåtgärder vidtagits, vilket han fördömt och kallat oacceptabelt.
Den 5 augusti 2020 förklarade Libanons regering två veckors undantagstillstånd.
Explosionernas kraft uppskattades strax efter händelsen motsvara ungefär 300 ton TNT. En senare uppskattning anger sprängkraften till mellan 500 och 1 120 ton TNT. Det är därmed en av historiens tio kraftigaste civila explosioner. Enligt det amerikanska institutet NCBI (National Center for Biotechnology Information) motsvarar explosionen en jordbävning på 3,3 i Richterskalan. 
Efter händelsen blev de sjukhus i staden som inte förstörts av explosionerna överfulla och sjukvården var extremt hårt belastad. Andra regioner i Libanon och andra länder bistod i krisläget.

## Explosionerna
Den första, betydligt mindre, explosionen skapade ett litet rökmoln och en mindre brand och sades av vittnen likna fyrverkerier. Den andra explosionen var mycket större och inträffade 18:08:18 lokal tid. Explosionen kändes i hela landet och även i och norra delarna av Israel, samt i Cypern (240 respektive 265 kilometer från Beirut). Kraften var så stor att den registrerades som en jordbävning med magnituden 3,3 på jordbävningsskalan, och enligt vittnesuppgifter skakade marken som vid en jordbävning och ett orange sken av eld spreds över hela staden.
Explosionerna fångades på film från många olika håll och inspelningarna har spridits och rapporterats av flera nyhetstjänster över internet.

## Orsak
Orsaken var inte omedelbart klargjord efter händelsen. Statlig media rapporterade tidigt att explosionerna ägde rum i en lokal som förvarade fyrverkerier, medan andra medier rapporterade att explosionen kommit ifrån en oljedepå, ett kemikalielager eller en bilbomb. Det fanns flera lagerlokaler i hamnen som lagrade explosiva ämnen och kemikalier, bland annat nitrater.
Ammoniumnitratet som sägs ha orsakat explosionenerna har den 5 augusti 2020 kopplats till det Moldavienflaggade fraktfartyget MV Rhosus, som i oktober 2013 gick i hamn i Beirut med motorproblem. Fartyget hade 2 750 ton ammoniumnitrat ombord och var i färd med att frakta det från Batumi, Georgien till Beira, Moçambique. När fartyget förklarades icke sjödugligt så övergavs det av ägarna till både fartyget och lasten, och den ryska och ukrainska besättningen återvände till sina respektive hemländer. Ammoniumnitratet som fanns ombord fördes i land och lagrades sedan i en hangar i Beiruts hamn. Det sjöodugliga fartyget låg kvar i Beiruts hamn vid tidpunkten för katastrofen och har sannolikt demolerats av explosionerna.
Enligt källor till Expressen kan den plötsliga explosionen av ammoniumnitratet ha orsakats av svetsning i närheten av lokalen.

## Skada

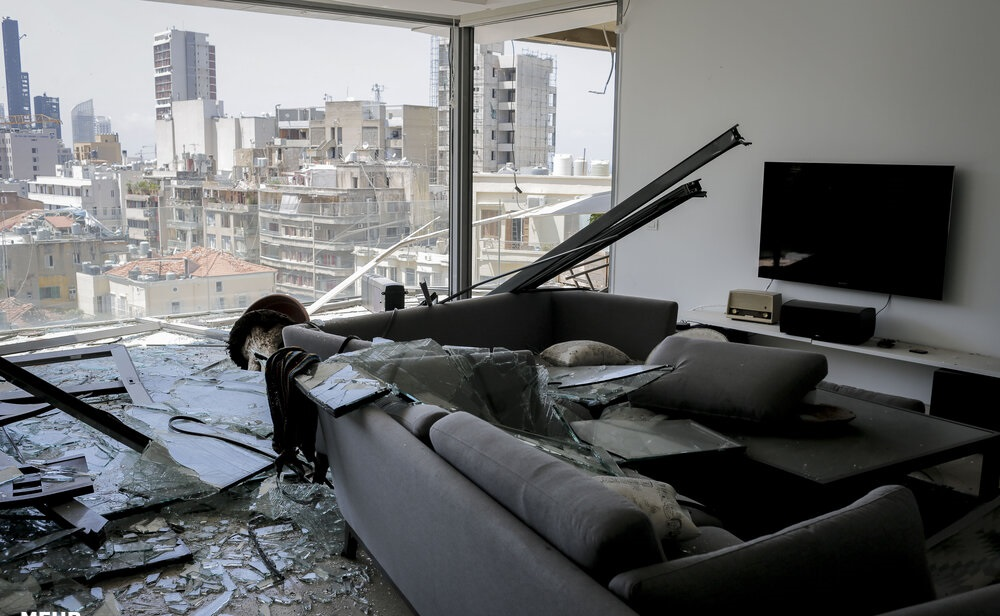
Förstörd lägenhet i Beirut.

Bilder har visat bilar välta uppochner i stora delar av staden och totalförstörda byggnader i hela området nära hamnen. Många byggnader har stora fasadskador även om de fortfarande står. Enligt vittnesuppgifter har invånare fått sina hem förstörda så långt som 10 kilometer från explosionsplatsen. Helikoptrar har använts för att släcka de stora bränderna efter explosionerna. Beiruts näst största siloanläggning förstördes, vilket spås förvärra matbristen i staden och orsaka svält under den redan dåliga situationen efter coronaviruspandemin 2019–2021 och den lokala finanskrisen. Tidningen The Daily Stars kontor, 1,5 kilometer från centrum av explosionen, har också blivit totalförstört.
Många skadade som förts till olika sjukhus kunde inte vårdas eftersom sjukhusen förstörts. Sjukhuset Saint George Hospital University Medical Center, mindre än 2 kilometer från explosionens centrum, behandlade de skadade patienterna på gatan efter de omfattande skadorna på anläggningen. Även flera broar i området har totalförstörts.
Den finländska ambassaden, ungefär 2 kilometer från explosionens centrum, uppges vara totalförstörd. Ambassadören Aki Kauppinen sade till tidningen Helsingin Sanomat i en intervju att "den existerar verkligen inte längre". Även den australiska ambassaden skadades avsevärt och en australiensare uppges ha omkommit. Även Sydkoreas ambassad skadades.
Morgonen den 5 augusti 2020 visade satellitbilder att de stora bränderna hade släckts.

## Offer

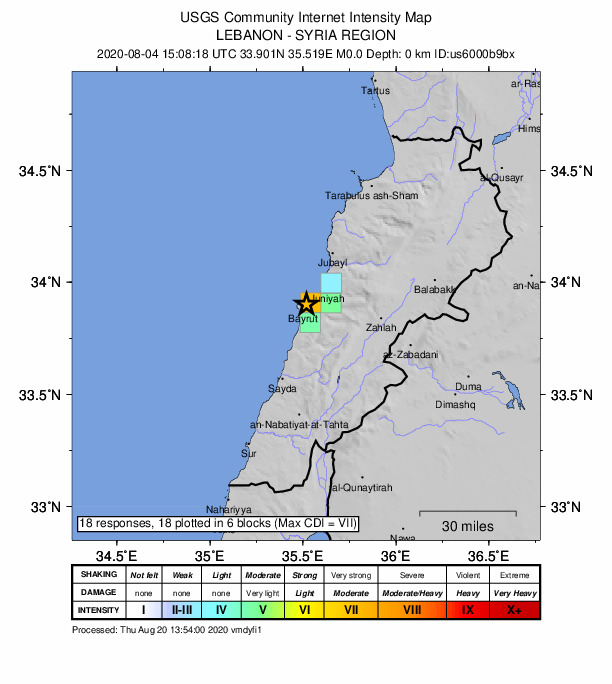
Explosionsintensitetskarta

100 människor hade bekräftats döda och över 5 000 skadade på morgonen den 5 augusti 2020. Många är saknade. Dödssiffran förväntas stiga betydligt de följande dagarna. Stadsguvernören Marwan Abboud har i direktsändning rapporterat från händelsen och meddelat att flera brandmän befaras ha avlidit när de kämpat för att släcka bränderna efter explosionerna.
Det libanesiska Falangistpartiets generalsekreterare Nazar Najarian har bekräftats avliden. Verkställande direktören för det största statsägda elföretaget Électricité du Liban, Kamal Hayek, är i kritiskt tillstånd.
Den 14 augusti uppgav FN att 178 personer hade omkommit och 30 personer saknas.

## Räddningsarbete och bistånd
Röda korset i Libanon har sagt att alla tillgängliga ambulanser från norra Libanon, Béqaa och södra Libanon kommer att köras till Beirut för att hjälpa patienter. Enligt dem har 75 ambulanser och 375 sjukvårdare från övriga delar av landet hittills mobiliserats för att hjälpa till i Beirut efter händelsen. Qatar, Irak och Kuwait har alla meddelat att de kommer att skicka hjälp och bistånd till Beirut. Qatars emir Tamim bin Hamad har bekräftat att Qatar kommer att bistå med två fältsjukhus med en sammanlagd kapacitet för 1 000 patienter. President Michel Aoun har sagt att hans regering kommer att bistå med 100 miljarder lira (580 miljoner SEK) till räddningsarbete och återhämtning för samhället. Israel, som normalt ligger i konflikt med Libanon, har via tredje part tagit kontakt med libanesiska myndigheter och meddelat att man kommer att skicka medicin och räddningsarbetare till Beirut. Det bekräftade Israels försvarsminister Benny Gantz.
Nederländerna har skickat 67 specialutbildade räddningsarbetare.

## Reaktioner

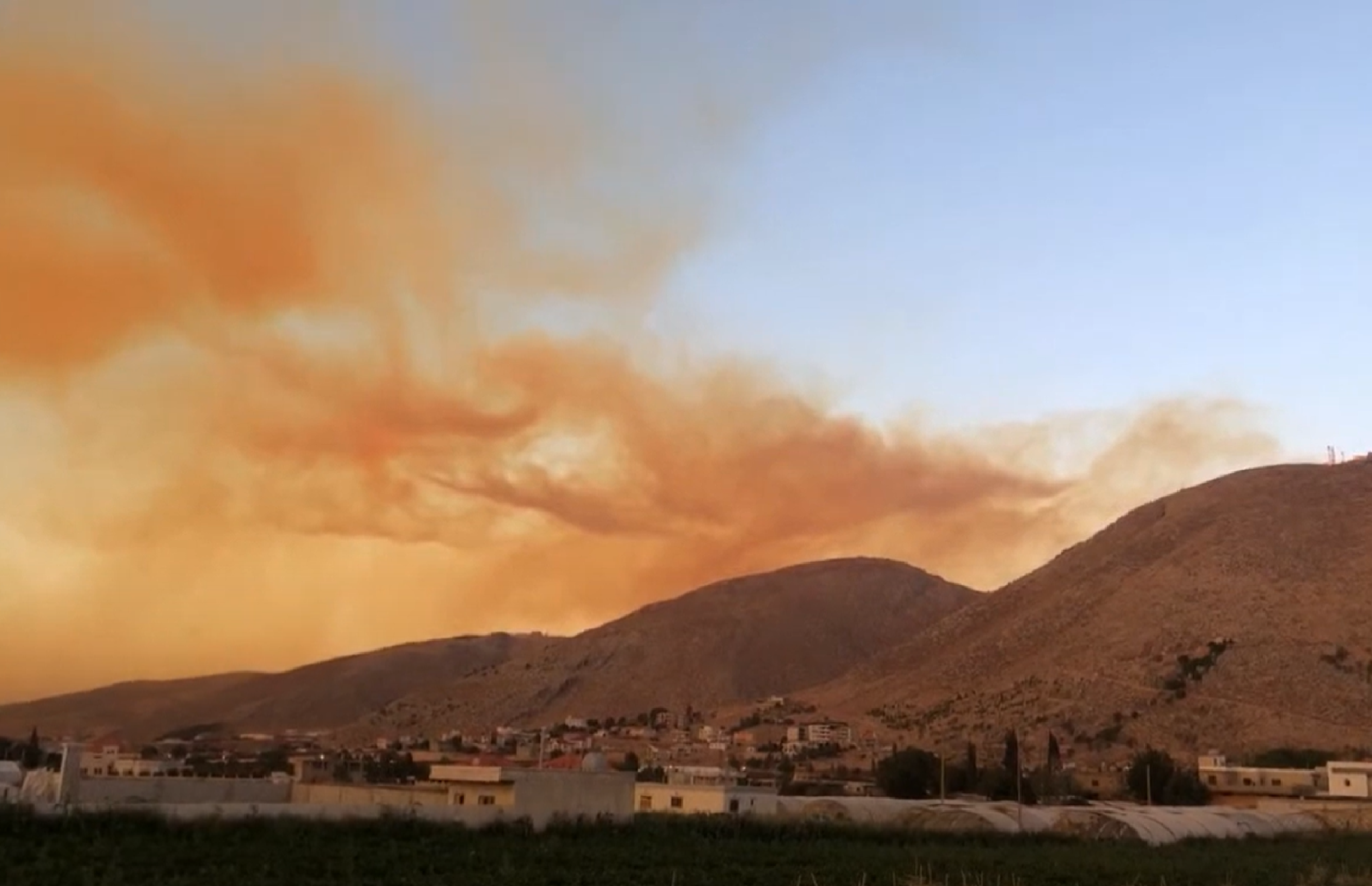
Rök över utkanten av Beirut efter explosionerna.

### Libanon
Premiärminister Hassan Diab har meddelat att Libanon kommer att ha landssorg onsdagen den 5 augusti. President Michel Aoun har sagt att regeringen kommer att bistå dem som förlorat sina hem och Libanons hälsominister Hamad Hassan har utlovat att hans departement skall betala kostnaderna för sjukvården av de skadade. Beiruts guvernör brast ut i tårar i tv och kallade händelsen en katastrof för nationen.
Den terrorstämplade milisgruppen Hizbollah som ligger i politisk opposition till regeringen har i ett meddelande från deras generalsekreterare Sayyed Hasan Nasrallah yttrat sina djupaste beklagelser över händelsen som de kallar en "nationell tragedi". Även Hizbollah har sagt att man kommer att hjälpa till med sjukvård och fältarbete.

### Internationellt
USA:s dåvarande president Donald Trump har offentligt påstått att explosionerna varit en terrorattack och orsakats av en bomb, men hans uttalande har ifrågasatts då inga officiella källor har rapporterat detta.
Representanter från Australien, Cypern, Frankrike, Grekland, Iran, Israel, Moldavien, Nederländerna, Palestina, Ryssland, Storbritannien, Turkiet och USA har beklagat händelsen och några har erbjudit akuthjälp och/eller bistånd.
Frankrikes president Emmanuel Macron har sagt att "Frankrike står vid Libanons sida. Alltid" och han har även meddelat att franska resurser och humanitär hjälp är på väg.
Förenta nationernas generalsekreterare, portugisen António Guterres, uttryckte sina "djupaste kondoleanser till offrens familjer, och även det libanesiska folket och regeringen". I ett separat uttalande önskade Tijjani Muhammad-Bande, ordförande för FN:s generalförsamling, en snabb återhämtning för de skadade och klargjorde sin solidaritet med Libanon. FN:s fredsstyrka i Libanon har sagt att man står redo att undsätta och erbjuda assistans och hjälp.